# Dierks, Arkansas
Dierks là một thành phố thuộc quận Howard, tiểu bang Arkansas, Hoa Kỳ. Năm 2010, dân số của thành phố này là 1133 người.

## Dân số
- Dân số năm 2000: 1230 người.
- Dân số năm 2010: 1133 người.